# Kim Elgaard
Kim Elgaard (født d. 24. september 1991) er en dansk fodboldspiller, der tidligere har spillet for Vejle Boldklub. 

## Karriere

### Vejle Boldklub
Det har gjort ham til topscorer på Vejle Boldklubs U/19 hold i den bedste danske række og givet ham debut på Danmarks U/19 landhold. Talentet har også vakt opmærksomhed i udlandet, hvor græske Panathinaikos har vist interesse for at tilknytte danskeren.

### Hobro IK
Kim Elgaard skiftede i sommeren 2013 til Hobro Idræts Klub 

### Vejle Boldklub
Den 1. juli 2014 meddelte Vejle Boldklub at Kim Elgaard var blevet hentet hjem til Vejle på en etårig kontrakt, hvilket økonomisk var blevet muligt på grund af Kim Elgaards store interesse for at spille for Vejle Boldklub igen. Kontrakten er ad flere omgange blevet forlænget og i november 2016 forlængede han den yderligere, så den nu udløber i sommeren 2018.
Kim Elgaard var længe midtbanespiller, men siden Andreas Alm kom til Vejle Boldklub forud for 2016/2017-sæsonen, har Elgaard spillet højre back og tilmed båret anførerbindet, når de normale anførere har været ukampdygtige.
6½ år efter debutkampen rundede Kim Elgaard jubilæumskamp nr. 50 for VB, da vejlenserne den 1. december 2016 tabte 4-3 på udebane til Nykøbing FC.

## Privat
Kim Elgaard er søn af den tidligere tv-vært Claus Elgaard, der også har været pressechef i Vejle Boldklub. Han er dermed også nevø til tv-værten Puk Elgaard.